# Джерело № 14 (Рахів)
Джерело № 14 — гідрологічна пам'ятка природи місцевого значення. Об'єкт розташований на території Рахівського району Закарпатської області, у місті Рахів.
Площа — 0,5 га, статус отриманий у 1984 році.